# Поша
По́ша — река в России, протекает по Чайковскому городскому округу Пермского края и по Янаульскому району Башкортостана. Устье реки находится у 22 км Пизи. Длина реки — 46 км. На берегу реки находилась ныне исчезнувшая деревня Поша.

## Данные водного реестра
По данным государственного водного реестра России относится к Камскому бассейновому округу, водохозяйственный участок реки — Кама от Воткинского гидроузла до Нижнекамского гидроузла, без рек Буй (от истока до Кармановского гидроузла), Иж, Ик и Белая, речной подбассейн реки — бассейны притоков Камы до впадения Белой. Речной бассейн реки — Кама.
Код объекта в государственном водном реестре — 10010101412111100016622.